# Hathwa Raj
Hathwa Raj fou un estat tributari protegit del tipus zamindari, a Bengala (Bihar), a la part nord-oest del districte de Saran però amb terres també als districtes veïns (Champaran, Muzaffarpur, Shahabad, Patna, i Darjeeling, i al de Gorakhpur a les Províncies Unides d'Agra i Oudh). la seva superfície era de 1453 km² i la població el 1901 era de 534.905 habitants; hi havia uns 1365 pobles.
Els rages Hathwa (també Husepur de la seva primera capital) eren considerats com una de les famílies més antigues i aristocràtiques del Bihar i es van establir a Saran molt antigament (el 1900 asseguraven que unes 100 generacions abans, el que serien entre 2000 i 3000 anys); pertanyien a la casta dels gautama babhans o bhuinhars com els maharajas de Benarés, Bettiah i Tekari.
La història certa dels rages s'inicia amb el maharaja Fateh Sahi; quan la Companyia Britànica de les Índies Orientals va obtenir el govern de Bengala, Bigar i Orissa el 1765, Fateh Sahi va refusar pagar el tribut i va resistir amb les armes a la mà a les tropes britàniques, que finalment el van acabar expulsant de la seva residèecia a Husepur; es va retirar a les terres selvàtiques entre Gorakhpur i Saran, des d'on sovint envaia els teritoris britànic i causava agitació fins al 1775, fundant el principat de Tamkohi que va acabar reconegut. L'estat va quedar sota control directe del govern britànic però finalment el 1791 Lord Cornwallis el va restaurar a Chhatardhari Sahi, besnebot de Fateh Sahi (net de Basant Sahi, executat per Fateh Sahi per haver-lo traït en favor dels britànics) que va rebre el títol de maharaja bahadur el 1837. El 1857 el maharajà va ser lleial als britànics i fou recompensat amb la cessió d'alguns pobles confiscats al districte de Shahabad que produïen una renda de vint mil rúpies l'any. Chhatardhari Sahi Bahadur va morir el 1858 i el va succeir el seu besnet maharaja bahadur Shri Krishna Rajendra Pratap Sahi, que va governar fins a la seva mort el1896, quan el consell de corts es va fer càrrec de l'estat per la minoria de l'hereu (el fill).
L'estat havia estat declarat indivisible el 1868 pel consell privat i l'herència passava de pares a fills sente preferit el fill de major edat. El palau dels maharajas estava a Hathwa a uns 20 km al nord de Siwan. Va existir fins a l'abolició dels drets dels maharajas per l'Índia independent.